# Sejdžo a její bobříci
Sejdžo a její bobříci (1935, The Adventures of Sajo and her Beaver People) je dobrodružný román pro mládež kanadského spisovatele Grey Owla, líčící příběhy dvou indiánských dětí z kmene Odžibvejů a jejich dvou ochočených bobřích mláďat.
Autorem románu je známý kanadský ekolog, který ve svých knihách a článcích podporoval environmentalismus, ochranu přírody a indiánský způsob života v souladu s přírodou, který sám osobně přijal. Problematikou lovu a hubení bobrů se podrobně zabýval, sám se ujal dvou malých bobrů, kterým v době, kdy tato zvířata ještě lovil pro jejich kožešinu, zabil matku, a tak velmi dobře znal jejich způsob života.

## Obsah románu
V předmluvě k románu, autor tvrdí, že příběh je inspirován skutečnými událostmi a odehrává se někdy před rokem 1911. Hlavními hrdiny románu jsou dvě indiánské děti, dívka Seidžó a chlapec Šepian. Když jejich otec Giči Mígvon (Velké pero) našel dvě malá opuštěná bobří mláďata, zachránil jim život a přinesl je domů svým dětem. Ty jim daly jména Čilaví (Velký drobek) a Čikaní (Malý drobek) a tak si je ochočily, že za nimi běhali jako psíci. Při popisu chovu malých bobrů se čtenář dozví mnoho zajímavého o jejich způsobu života a zvycích.
Indiánské rodině začalo docházet jídlo a tak se Giči Mígvon vydal pro nové zásoby do blízké obchodní stanice. Zásoby sice přinesl, ale zároveň s ním přijel bílý obchodník. Byl to nový kupec, který chtěl po Giči Mígvonovi zaplatit jeho dluh, který měl u předchozího majitele stanice. Giči Migvon by ale dluh dokázal splatit až po zimním lovu. Proto bylo dohodnuto, že dluh odpracuje tím, že společně s dalšími muži z vesnice, kteří byli ve stejné situaci, dopraví zásoby do jiné obchodní stanice společnosti daleko na severu. Aby jeho děti nebyly o hladu, musel však za potřebné zásoby dát obchodníkovi jednoho bobra. Obchodník si vybral Čikaniho.
Dětem se po bobrovi tak stýskalo, že se rozhodly získat ho zpět. Vydaly se proto tajně na kanoi po řece do obchodní stanice. Cestou je překvapil velký lesní požár, ve kterém málem zahynuly. Na stanici se ale dozvěděly, že obchodník Čikaniho za padesát dolarů prodal majiteli zábavního parku v nejbližším městě.
Děti propadly zoufalství, protože tak velkou částku nebyly schopny sehnat. Pomohl jim však misionář, se kterým se potkaly. Ten uspořádal pro děti sbírku, do které dokonce přispěl i obchodník, který se zastyděl, že děti o bobra připravil. Misionář také zařídil dětem lístky na vlak do města a dal jim kontakt na strážníka O’Reillyho, kteří by jim mohl pomoci.
Čikanimu se mezitím moc dobře nedařilo. Převáželi ho v bedně, kde měl nedostatek vody, a v parku ho dali do malé železobetonové ohrady, ve které se cítil stísněně a marně se snažil z ní uprchnout. Ošetřovateli Alekovi bylo bobra líto a bral si no na noc domů ke svým dětem, ale přes den jej musil zavřít zpět do ohrady, protože cílem majitele parku bylo ukazovat jej za patřičný poplatek lidem. Čikani nakonec onemocněl, odmítal jídlo, přestal si hrát s dětmi a Aleko se bál, že umře.
Ve městě děti našly strážníka O’Reillyho, který jim domluvil schůzku s majitelem parku. V jeho předpokoji však narazily na byrokratického sekretáře, který s nimi jednal jako s vandráky. Vše však z vedlejší místnosti vyslechl majitel parku a rozhodl se, že Čikaniho dětem vrátí. Díky tomu se mohl malý bobr vrátit domů.
Když pak oba bobři dospěli, byli vypuštěni zpět do jezera, kde je Giči Mígvon našel.

## Česká vydání
- Bobři: příhody malé Indiánky a jejích bobříčků, Praha: Ústřední dělnické knihkupectví a nakladatelství 1938, přeložila Milada Hutterová
- Sejdžo a její bobříci, Praha: SNDK 1967, přeložil Jakub Markovič.